# Hylaeus basimacula
Hylaeus basimacula là một loài Hymenoptera trong họ Colletidae. Loài này được Cameron mô tả khoa học năm 1904.